# Dryopteris crispifolia
Dryopteris crispifolia là một loài dương xỉ trong họ Dryopteridaceae. Loài này được Rasbach, Reichst. & G.Vida mô tả khoa học đầu tiên năm 1977.
Danh pháp khoa học của loài này chưa được làm sáng tỏ. 